# 青蓮寺 (板橋区)
青蓮寺（しょうれんじ）は、東京都板橋区にある真言宗智山派の寺院。

## 概要
創建年代は不明である。ただ本尊の薬師如来像が室町時代の作風なので、その頃に創建されたものと推測される。かつては高島平の辺りに位置していたが、荒川の洪水で、現在地に移転したということしか伝わっていない。
1693年（元禄6年）、円宗によって中興された。開山から中興までの寺の記録を失っているため、歴代住職は中興の円宗から数えることになっている。なお、文政末期から大正初期までの百年近く住職不在であったため、文書等が散逸してしまっている。
1924年（大正13年）、浅草の「清光院」を合併した。

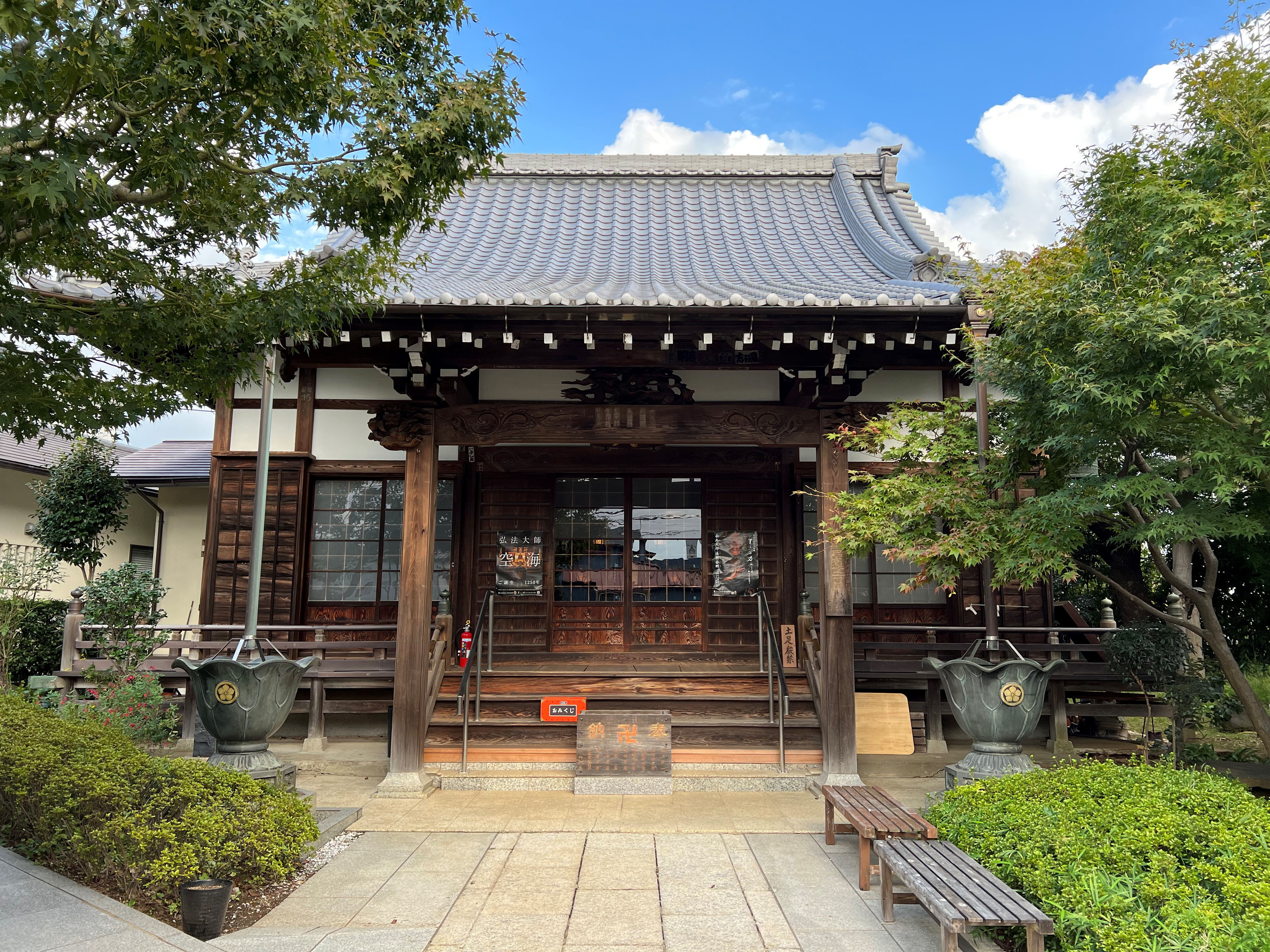
本堂

## 寺宝等
- 薬師如来像（本尊、秘仏）
- 薬師如来立像（秘仏になっている本尊の前立仏）
- 弘法大師坐像2体

## 境内祠
- 愛宕権現社（山王社）

もとは成増2丁目にあったものを、都市開発により移転した。

## 交通アクセス
- 成増駅より徒歩15分。